# Régiment de Moustier cavalerie
Le régiment de Moustier cavalerie est un régiment de cavalerie du royaume de France créé en 1673.

## Création et différentes dénominations
- 10 décembre 1673 : création du régiment de Givry cavalerie
- 6 janvier 1677 : renommé régiment de Courtebonne cavalerie
- 8 août 1679 : réformé, sa compagnie Mestre de camp étant incorporée dans le régiment de Condé cavalerie par ordre du 15
- 20 août 1688 : rétablissement du régiment de Courtebonne cavalerie
- 1696 : renommé régiment de Barentin cavalerie
- 1709 : renommé régiment de Villepreux cavalerie
- 1714 : renforcé par incorporation du régiment de Longueval cavalerie, créé en 1689, qui avait combattu dans la guerre de la Ligue d'Augsbourg et celle de Succession d'Espagne[1]
- 26 septembre 1717 : renommé régiment de Ruffec cavalerie
- 23 mars 1735 : renommé régiment de Barbançon cavalerie
- 1er janvier 1748 : renommé régiment de Moustier cavalerie
- 1er décembre 1761 : réformé par incorporation au régiment Royal-Navarre cavalerie

## Équipement

### Étendards
4 étendards de « ſoye aurore, Soleil d’or au milieu brodé, & frangez d’or ».

Étendards
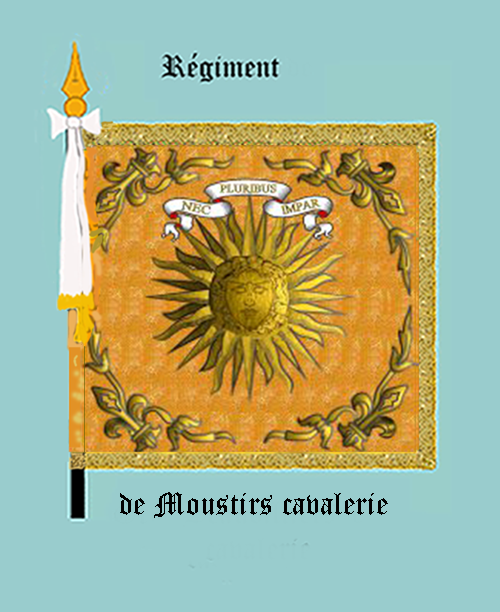
régiment de Moustier cavalerie, avers

### Habillement

Uniformes
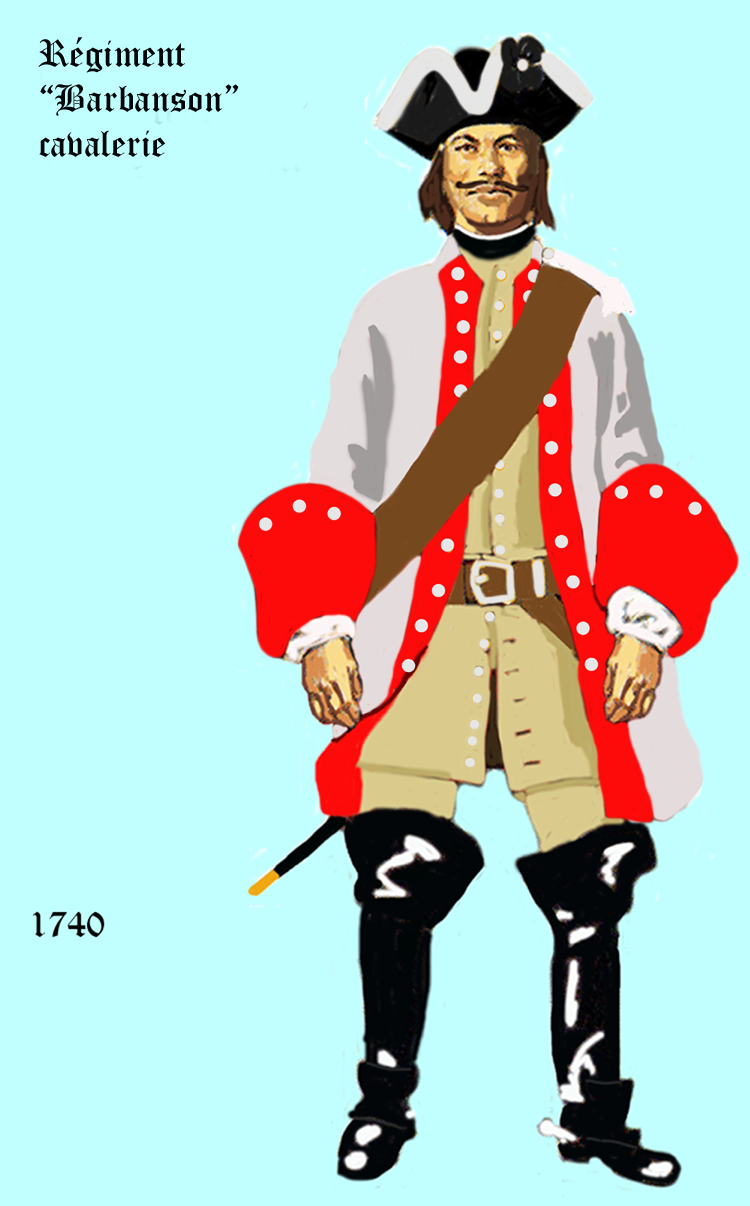
de 1740 à 1757
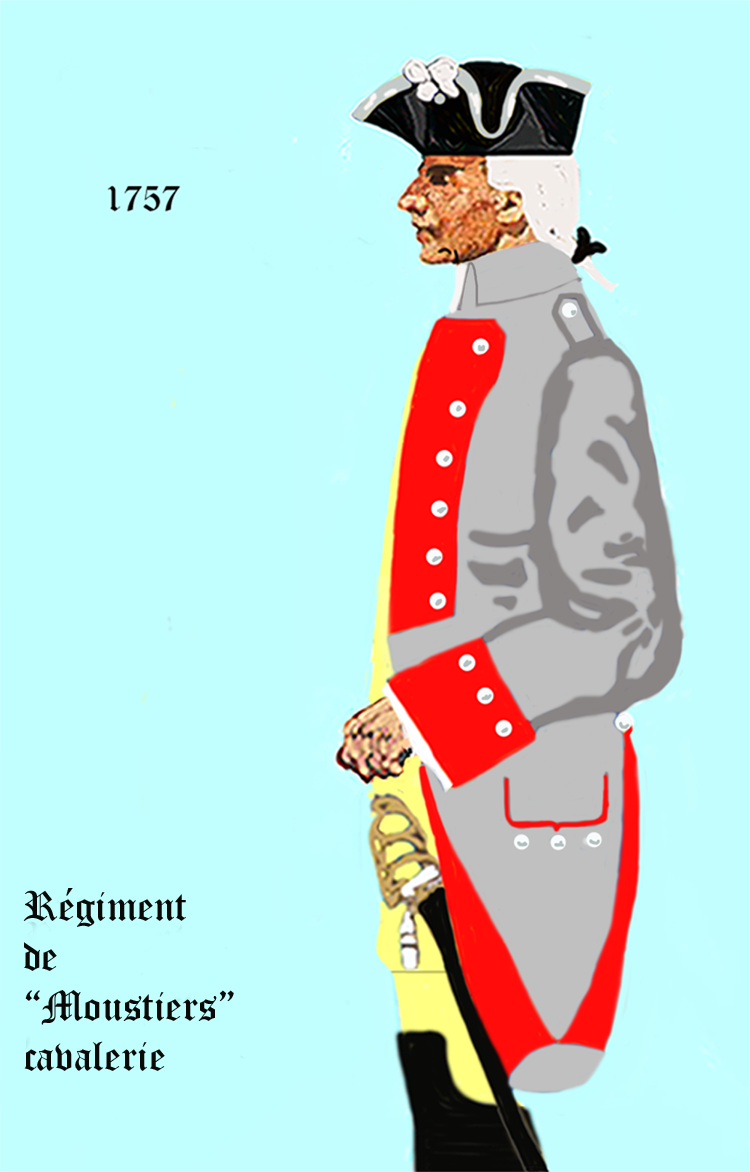
régiment de Moustier cavalerie de 1757 à 1761

## Historique

### Mestres de camp
- 10 décembre 1673 : Bernard Pellart, marquis de Givry, maréchal de camp le 15 février 1657
- 6 janvier 1677 : Jacques Louis de Calonne, comte de Courtebonne, brigadier le 25 avril 1691, maréchal de camp le 3 janvier 1696, † 17 février 1705
- 1696 : comte de Barentin
- 1709 : marquis de Villepreux
- 26 septembre 1717 : Armand Jean de Rouvroy de Saint-Simon, marquis puis duc de Ruffec, brigadier le 20 février 1734, maréchal de camp le 1er mars 1738, † 20 mai 1754
- 23 mars 1735 : Louis Antoine du Prat de Nantouillet, marquis de Barbançon, brigadier le 13 août 1744, maréchal de camp le 1er janvier 1748, lieutenant général des armées du roi le 1er mai 1758
- 1er janvier 1748 : Louis Philippe Xavier, marquis de Moustier, brigadier le 10 février 1759, déclaré maréchal de camp en décembre 1761 par brevet expédié le 20 février

### Quartiers
- Laon[2]